# Cyrtochiloides riopalenqueana
Cyrtochiloides riopalenqueana är en orkidéart som först beskrevs av Dodson, och fick sitt nu gällande namn av Norris Hagan Williams och Mark W. Chase. Cyrtochiloides riopalenqueana ingår i släktet Cyrtochiloides, och familjen orkidéer.
Artens utbredningsområde är Ecuador. Inga underarter finns listade i Catalogue of Life.